# Cazevieille
Cazevieille település Franciaországban, Hérault megyében. Lakosainak száma 228 fő (2022. január 1.). Cazevieille Mas-de-Londres, Les Matelles, Saint-Jean-de-Cuculles, Valflaunès és Viols-en-Laval községekkel határos.

## Népesség
A település népességének változása:
| Lakosok száma | 26   | 58   | 105  | 166  | 191  | 181  | 185  | 215  | 230  | 228  |
|               | 1968 | 1982 | 1990 | 2006 | 2013 | 2015 | 2017 | 2019 | 2020 | 2022 |